# فاینال فانتزی ۲–۱۳

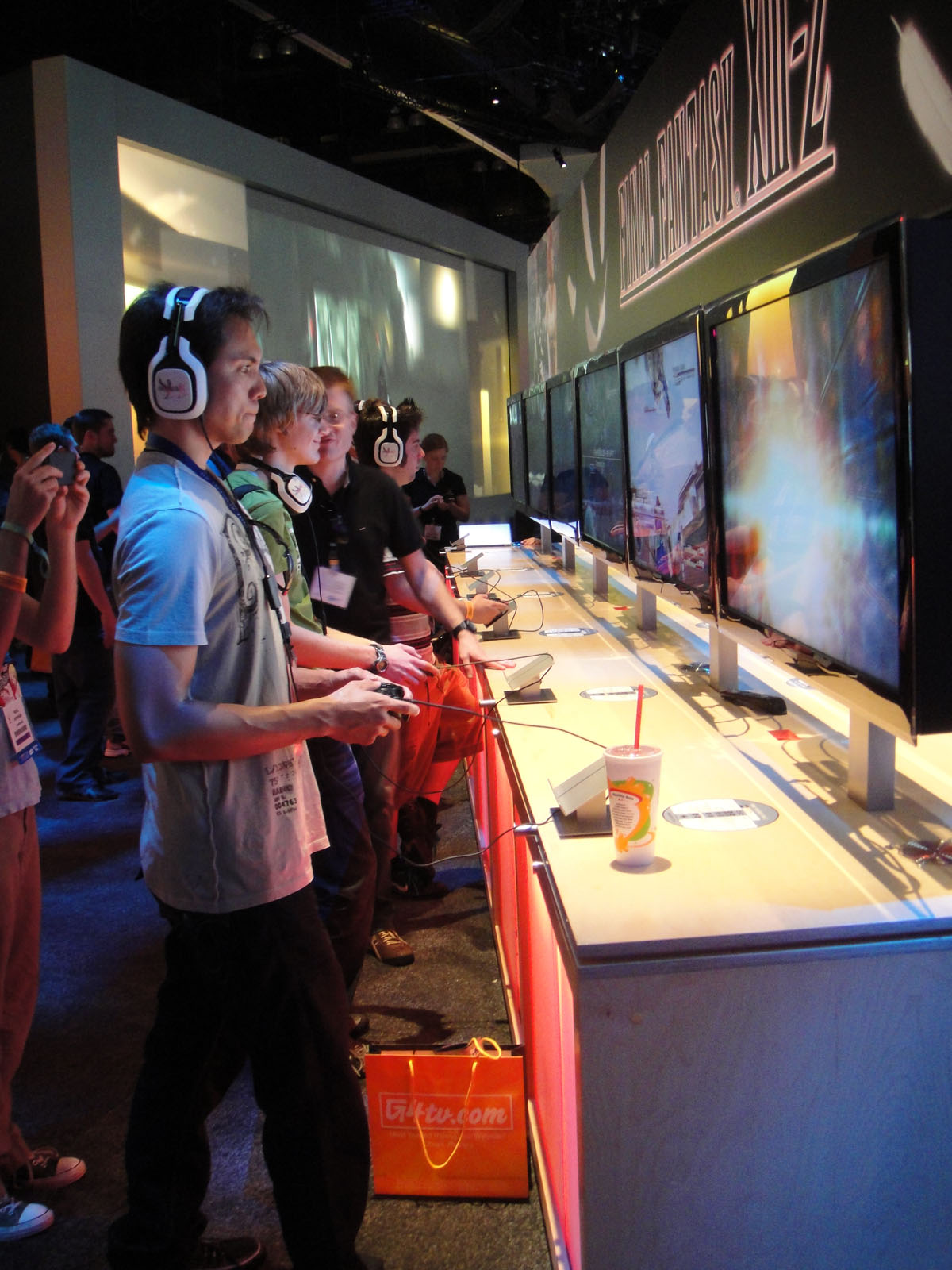
چند گیمر در حال بازی کردن ((فاینال فانتزی))

فاینال فانتزی ۲–۱۳ (به ژاپنی: ファイナルファンタジーXIII-2 Fainaru Fantajī Sātīn Tsū) یک بازی ویدئویی به سبک نقش آفرینی که توسط شرکت اسکوئر انیکس برای کنسول‌های پلی‌استیشن ۳ و ایکس‌باکس ۳۶۰ ساخته شده، و در ۱۵ دسامبر ۲۰۱۱ در ژاپن، ۳۱ ژانویه ۲۰۱۲ در آمریکای شمالی و ۳ فوریه ۲۰۱۲ در اروپا منتشر شده‌است. این بازی یکی از قسمت‌های زیر مجموعه فابولا نوا کریستالیس به شمار می‌رود و داستان آن مستقیماً دنباله فاینال فانتزی ۱۳ است و وقایع آن سه سال بعد از فاینال فانتزی ۱۳ اتفاق می‌افتد، لایتنینگ شخصیت اصلی نسخه قبل، پس از نبردی در یک جهان ناشناخته ناپدید می‌شود. خواهر کوچکتر او، سرا فارون به همراه پسری جوان به نام نوئل کریس عازم سفری در زمان برای پیدا کردن لایتنینگ و جلوگیری از به پایان رسیدن دنیا می‌شوند. یک نسخه بازسازی شده از بازی نیز در دسامبر ۲۰۱۴ برای مایکروسافت ویندوز از طریق استیم در دسترس قرار گرفت.
دنباله‌ای نیز برای این بازی با نام بازگشت لایتنینگ: فاینال فانتزی ۱۳ در نوامبر ۲۰۱۳ منتشر شده‌است.